# Johannes Lindner
Johannes Lindner, auch als „Pirnscher Mönch“ oder „Pirnaischer Mönch“ bezeichnet (* um 1450 in Münchberg; † um 1530), war ein Dominikaner und Chronist.
Lindner studierte seit 1470 an der Universität Leipzig, erwarb hier 1471 das Baccalaureat und wurde 1473 Magister artium.  Er trat in den Konvent der Dominikaner von Pirna ein. Abgesehen davon, dass er als entschiedener Gegner der Reformation galt, ist wenig von ihm bekannt. 1497 wurde er Lesemeister des Konvents in Pirna und 1504 wurden ihm von seinem Freund, dem Theologieprofessor Andreas Frisner, testamentarisch einige Bücher vermacht. In Pirna verfasste Lindner in deutscher Sprache aus mehreren Chroniken ein in alphabetischer Ordnung angelegtes, geographisch-historisches Sammelwerk, Onomasticum mundi generale, mit vielen aufschlussreichen Hinweisen über die Onomastik (Namenkunde) der damaligen Zeit und Umgebung. Diese 1530 fertiggestellte, dem sächsischen Herzog Georg dem Bärtigen gewidmete Schrift ist nur unvollständig erhalten geblieben.